# 南平公主 (唐朝)
南平公主（7世纪？—650年），中国唐朝唐太宗李世民第三女。贞观十一年（637年），南平公主下嫁王珪的幼子南城县男王敬直。出嫁时，王珪夫妻命令公主执行拜见公婆之礼，礼成而退。这是恢复南北朝以来，失落的古礼，唐太宗非常高兴。从这开始，公主出嫁，都要行拜见公婆之礼。贞观十三年（639年），王珪病重，唐太宗专门命南平公主去王珪府探病。贞观十七年（643年），王敬直因为与废太子李承乾有交往，被流放岭南，南平公主改嫁刘政会之子刘玄意。永徽元年（650年），南平公主去世，陪葬昭陵。

## 传记资料
- 《新唐書》卷八十三·列传第八·公主传